# 克羅伊茨山 (舍貝爾山脈)
46°58′23″N 12°47′08″E / 46.973135°N 12.785507°E
克羅伊茨山（德語：Kreuzkopf），是奧地利的山峰，位於該國南部，由克恩頓州負責管轄，屬於舍貝爾山脈的一部分，海拔高度1,890米，每年平均降雨量2,138毫米。